# John Adams Morgan
John Adams Morgan (Oyster Bay, 17 de setembro de 1930 – 23 de janeiro de 2025) foi um velejador estadunidense, campeão olímpico. Ele competiu nos Jogos Olímpicos de Verão de 1952 na classe 6 Metre e conquistou a medalha de ouro a bordo do Llanoria com Herman Whiton, Eric Ridder, Everard Endt, Julian Roosevelt e Emelyn Whiton.
Bacharel em Artes pela Universidade Yale, foi sócio da Dominick & Dickerman de 1956 a 1966. De 1966 a 1982, ele trabalhou na Smith Barney, atuando como vice-presidente sênior responsável pelo departamento de finanças corporativas e como vice-presidente da Smith Barney responsável pelas atividades de fusão e aquisição da empresa, membro do comitê executivo e diretor da Smith Barney International Inc. Morgan é dono da Caritas Island, uma ilha privada de 3,5 acres na costa de Stamford, com uma casa de 26 quartos e 14.000 pés quadrados construída originalmente em 1906.